# Emil Jenerál
Emil Jenerál (22. ledna 1911, Moravské Budějovice – 13. března 1997, Třebíč) byl český pedagog a spisovatel.

## Biografie
Emil Jenerál se narodil v roce 1911 v Moravských Budějovicích, v mládí nastoupil na základní vojenskou službu a po návrat se stal učitelem ručních prací v Jaroměřicích nad Rokytnou, posléze přešel do Pálovic a posléze zpět do svého rodiště. V roce 1958 odešel z učitelské profese a nastoupil na práci stavebního dělníka, pracoval tak až do roku 1964. Posléze se mohl vrátit zpět k práci pedagoga, nastoupil do školy v Domamili, posléze přešel do Police a zpět do Moravských Budějovicích.
Působil jako kronikář Moravských Budějovic, spolupracoval s Františkem Jechem, publikoval v různých časopisech. Je autorem mnoha monografií s tematikou dějin Moravských Budějovic. V roce 2011 po znovuotevření Muzea řemesel v Moravských Budějovicích mu byla věnována výstava.